# Zombies (2006)
Zombies ist ein US-amerikanischer Horrorfilm aus dem Jahr 2006 von J.S. Cardone. Den Vertrieb für die USA übernahm Sony. Die Uraufführung fand im Rahmen des Filmfestivals 8 Films To Die For statt.
Der Film ist eine Neuverfilmung der Produktion The Children von 1980.

## Handlung
Im Jahre 1913 geschieht in einem abgelegenen Bergwerk in Pennsylvania ein Unglück, als der hartherzige Besitzer Caleb Carlton einen Schacht mit Dynamit sprengen lässt, um Zeit zu sparen. Die Explosion bringt jedoch die Mine zum Einsturz und die Minenarbeiter werden verschüttet. Die meisten der eingesetzten Kinderarbeiter werden jedoch lebendig begraben. In der Folgezeit wird die Anklage gegen Caleb Carlton fallengelassen und die Mine geschlossen.
Rund achtzig Jahre später zieht Karen Tunny nach dem Tod ihres Mannes zusammen mit ihren beiden Töchtern in ein abgelegenes Haus in der Nähe der Mine. Das Haus hatte Karen ihr an einem Krebsleiden verstorbener Mann hinterlassen. Als die Familie am Ziel ankommt, findet sie die Tür mit Blut verschmiert vor. Kurz nach ihrem Einzug redet die 6-jährige Emma von einer neuen Freundin namens Mary. Diese sei so alt wie sie und lebe mit anderen Kindern in der verschütteten Mine. In der Nähe der Mine lernen Karen und Emma eines Abends den Einsiedler Aaron Hanks kennen. Emma fällt auf, dass dessen Tür ebenfalls mit Blut bestrichen ist. Der Einsiedler warnt beide davor, nachts das Haus zu verlassen und in den Wald zu gehen.
Einige Tage später trifft Karen Tunny im Nachbarort auf den Bauunternehmer William Carlton, den letzten Nachfahren von Caleb Carlton, der aus dem Ort Carlton und seinem Umland ein Urlaubsparadies für Skifahrer machen will. William Carlton misst dem  Verbrechen seines Urgroßvaters keine große Bedeutung mehr bei, sondern er tut dieses als Legende ab. Karen Tunny wird in den nächsten Tagen die neue Umgebung immer unheimlicher. Die kleine Emma redet zunehmend von ihren Begegnungen mit der geheimnisvollen Mary und beide tauschen sogar ihre Puppen aus, nachdem Mary der 6-Jährigen gestanden hat, dass deren Zimmer einst ihr eigenes war. Karen beginnt nachzuforschen und im Haus findet sie Hinweise auf das Grubenunglück und die Tatsache, dass zwei der verschütteten Kinder mit ihrem verstorbenen Mann entfernt verwandt waren. Eines dieser Kinder war ein ca. 6-jähriges Mädchen namens Mary Tunny, die einen älteren Bruder namens Carl hatte. Karen beginnt langsam, die Zusammenhänge zu verstehen. Sie erkennt, dass die Kinder nicht in Frieden ruhen, sondern sich als fleischfressende Zombies erheben und Jagd auf jeden machen, den sie im Wald antreffen. Karen versteht nun Emmas Äußerung, dass die Kinder sie nicht essen würden.
Eines Abends töten die untoten Kinder die Freunde der 15-jährigen Sarah Tunny im Wald und so beschließt Karen, mit ihren Töchtern das Haus und die Gegend so schnell wie möglich zu verlassen. Zu ihrem Entsetzen stellt sie jedoch fest, dass ihre Tochter Emma spurlos verschwunden ist. Auf der gemeinschaftlichen Suche nach Emma gelangen Karen und Sarah zur Mine. Dort treffen sie auf die untoten Kinder. Auf der Flucht vor diesen treffen beide auf William Carlton, der sich jedoch weigert, beide in seinem Wagen mitzunehmen. So gelangen beide schließlich ins Haus von Aaron Hanks, wo später auch William Carlton zu ihnen stößt. Der Einsiedler erzählt ihnen nun, dass die Kinder auf Rache an Caleb Carltons Blutlinie aus sind. So könne ihnen und ihren verlorenen Seelen nur der Tod des letzten lebenden Verwandten Frieden geben. Die einzigen Menschen, die vor ihnen Schutz genießen, sind Blutsverwandte, zu denen auch Hanks und die Tunnys zählen. Aus diesem Grund hatte Hanks mit seinem Blut versucht, die Mitmenschen vor ihnen zu schützen.
Die Zombies umzingeln Hanks’ Farm, stellen Carlton in der Scheune und töten ihn. Zu ihrer Freude finden Karen und Sarah Emma unverletzt unter den Kindern vor. Emma gesteht ihrer Mutter, dass sie nur mit Mary habe spielen wollen. Doch nach dem Tod von William Carlton würden Mary und ihre Freunde nie wieder jemanden töten oder einem Menschen schaden wollen. Tage später verlassen die Tunnys ihr Haus, verkaufen es aber nicht. Vielmehr soll das Haus den nun gerächten Kindern eine letzte Zuflucht bieten. Aaron Hanks hatte in der Zwischenzeit die Fenster vernagelt und Karen Tunny versprochen, sich um die untoten Kinder zu kümmern. Als die Tunnys den Ort Carlton verlassen, erfolgt eine Rückblende durch das ehemalige Tunny-Haus. Vor Emmas Zimmer hält die Kamera und man sieht Mary auf Emmas Bett sitzen. Dort spielt das untote Mädchen mit der neuen Puppe. Da erscheint Marys älterer Bruder Carl und schließt die Zimmertür.

## Kritik
Das Lexikon des internationalen Films urteilte, der Film sei ein „solide und mit Sinn für Atmosphäre inszenierter, gleichwohl ideenarmer Gruselfilm“. Es handle sich um eine Zusammensetzung von „diverse[n] Versatzstücke[n] des Subgenres“.

## Altersfreigabe
Der Film wurde von der MPAA als R eingestuft (Zuschauer unter 17 dürfen ihn nur in Begleitung Erwachsener sehen), da er blutige Gewalttätigkeiten und einige Jugendliche beim Genuss von Alkohol und anderen Drogen zeigt und eine eindeutige Sprache beinhaltet.